# 周憬
周憬（?—?），寿州寿春人，唐朝政治人物。
官武当县丞。神龙二年（706年）三月，王同皎與周憬、冉祖雍等人計劃在武則天葬禮當天，埋伏弓箭手，射杀武三思。宋之问向武三思告密。同皎被诛，在都亭驿前处斩。张仲之、祖延庆一同被杀，周憬逃到比干庙，自杀身亡，臨死前大喊：“比干是忠臣，知我忠心。”